# 林正彦 (裁判官)
林 正彦（はやし まさひこ、1954年〈昭和29年〉12月4日 - ）は、日本の裁判官、公証人。

## 人物
- 石川県能登町出身。金沢大学卒業。1978年（昭和53年）、司法修習生。1980年（昭和55年）、金沢地方裁判所判事補[1]。

- 1983年（昭和58年）、大阪地方裁判所堺支部判事補[1]。

- 1986年（昭和61年）、大阪地方裁判所判事補[1]。

- 1989年（平成元年）、福井地方裁判所判事補[1]。

- 1990年（平成2年）、福井地方裁判所判事[1]。

- 1993年（平成5年）、東京地方裁判所判事[1]。

- 1996年（平成8年）、旭川地方裁判所部総括判事[1]。

- 1999年（平成11年）、東京高等裁判所判事[1]。

- 2003年（平成15年）、水戸地方裁判所部総括判事[1]。

- 2007年（平成19年）、東京地方裁判所部総括判事[2]。

- 2010年（平成22年）、東京地方裁判所部総括判事[3]。

- 2011年（平成23年）、東京高等裁判所判事[4]。

- 2012年（平成24年）、東京地方裁判所立川支部部総括判事[5]。

- 2014年（平成26年）、山形地方裁判所判事、山形地方裁判所長、山形家庭裁判所判事、山形家庭裁判所長[6]。

- 2017年（平成29年）、依願退官[7]、神田公証役場公証人[8]。

- 2020年（令和2年）、東京公証人会会長[9]。

## 裁判
- 三鷹ストーカー殺人事件で元交際相手の被告人に懲役22年を言い渡した[10]。